# Campeonato Mundial de Curling Masculino de 2001
El XLIII Campeonato Mundial de Curling Masculino se celebró en Lausana (Suiza) entre el 31 de marzo y el 8 de abril de 2001 bajo la organización de la Federación Mundial de Curling (WCF) y la Federación Suiza de Curling.
Las competiciones se realizaron en el Centro Deportivo de Malley de la ciudad suiza.

## Tabla de posiciones
| Pos | Equipo         | G | P | G–P |
| --- | -------------- | - | - | --- |
| 1   | Suecia         | 7 | 2 | –   |
| 2   | Canadá         | 6 | 3 | 2–0 |
| 3   | Suiza          | 6 | 3 | 1–1 |
| 4   | Noruega        | 6 | 3 | 0–2 |
| 5   | Finlandia      | 5 | 4 | –   |
| 6   | Francia        | 4 | 5 | –   |
| 7   | Alemania       | 4 | 5 | –   |
| 8   | Estados Unidos | 4 | 5 | –   |
| 9   | Nueva Zelanda  | 2 | 7 | –   |
| 10  | Dinamarca      | 1 | 8 | –   |

## Cuadro final
|  | Semifinales | Semifinales |   |         | Final        | Final |  |
|  |             |             |   |         |              |       |  |
|  |             |             |   |         |              |       |  |
|  | Suecia      | 4           |   |         |              |       |  |
|  | Noruega     | 3           |   |         |              |       |  |
|  |             |             |   |         |              |       |  |
|  |             |             |   |         |              |       |  |
|  |             |             |   |         | Suecia       | 6     |  |
|  |             | Suiza       | 3 |         |              |       |  |
|  |             |             |   |         |              |       |  |
|  |             |             |   |         |              |       |  |
|  |             |             |   |         | Tercer lugar |       |  |
|  |             |             |   |         |              |       |  |
|  | Canadá      | 5           |   | Noruega | 10           |       |  |
|  | Suiza       | 6           |   |         | Canadá       | 9     |  |